# Nertsjinsk
Nertsjinsk (Russisch: Нерчинск, Chinees: 尼布楚) is een stad in de Russische kraj Transbaikal (tot 1 maart 2008 van oblast Tsjita) in het zuidoosten van het Oost-Siberische Transbaikal (Transbaikalië) en ligt op 305 kilometer ten oosten van de stad Tsjita en 644 kilometer ten oosten van het Baikalmeer, aan de voet van het Borsjtsjovotsjnigebergte in de Sazjikov Jarvallei op de linkeroever van de Nertsja op 7 kilometer van haar instroom in de Sjilka (stroomgebied van de Amoer). Nertsjinsk is het bestuurlijk centrum van het district Nertsjinski. Op 85 kilometer van de stad ligt het balneoklimatologisch kuuroord Koltomojkon.

## Geschiedenis

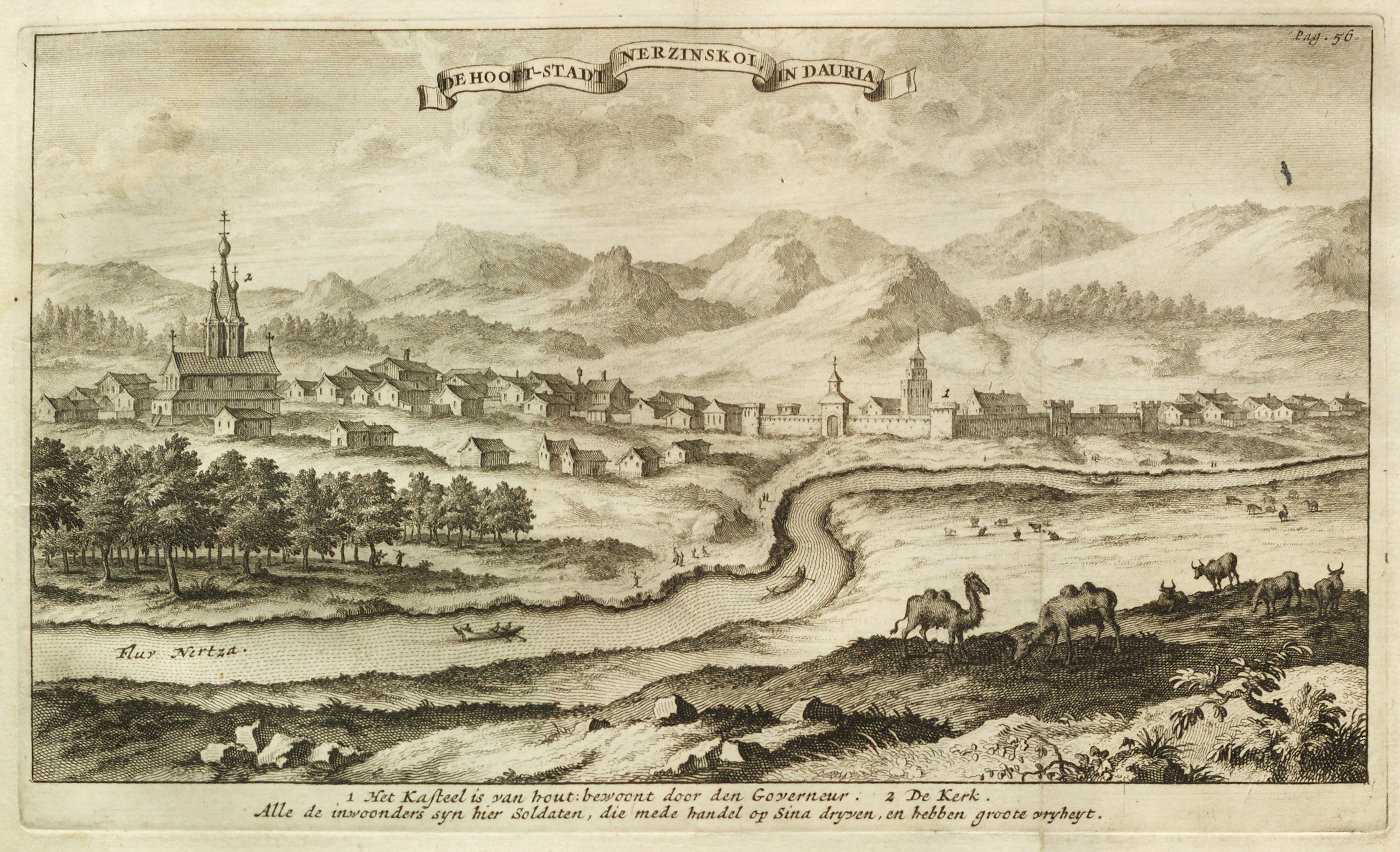
Gezicht op Nertsjink, uit Eberhard Isbrand Ides (1710), Driejaarige reize naar China (Nederlandse editie)

Nertsjinsk werd gesticht in 1653 als ostrog Neljoedski door kozakken onder leiding van Petr Beketov op de rechteroever van de Sjilka. Later werd op deze plaats de selo Monastyrskoje gesticht en nu ligt er het dorp (posjolok) Kalinino. In 1658 werd door de vojevoda Afanasi Pasjkov van Jenisejsk de ostrog verplaatst naar een eiland tussen twee rivierarmen van de Nertsja. Pasjkov opende in dat jaar een directe verbinding tussen de Russische nederzettingen in Transbaikalië (Daurië) en de nederzettingen bij de Amoer die waren gesticht door kozakken en bonthandelaren uit Jakoetië. In 1689 werd in Nertsjinsk het Verdrag van Nertsjinsk getekend tussen Rusland en China, die de Russische opmars in het Amoerstroomdal voor 2 eeuwen tot staan bracht en in hetzelfde jaar kreeg Nertsjinsk de status van stad. Nertsjinsk werd daarop het belangrijkste centrum voor de handel met China.
Door de openstelling van de westelijke route door Mongolië, Urga en de stichting van een douanekantoor in Kjachta in 1728 werd de handel daarheen verplaatst. Er kwamen echter nieuwe migranten naar het oosten van Transbaikalië, waarvan de meesten bannelingen waren. Ook de vondst van rijke mijnen en het arriveren van grote aantallen gevangenen, waaronder politieke gevangenen, in de Nertsjinsk-katorga zorgden er mede voor dat Nertsjinsk uiteindelijk de belangrijkste stad werd van Transbaikalië.
Nertsjinsk werd in 1782 bezocht door de beroemde Engelse avonturier en ingenieur Samuel Bentham. Bentham zag potentieel voor de stad als een basis voor de toegang tot de Zee van Ochotsk, waarbij de Chinese regering echter wel het bevaren van de Amoer toestaan. Hierdoor zou bonthandel met de Grote Oceaan mogelijk worden tot aan de Chinese stad Kanton. De Chinezen stonden de handel over hun Heilongjiangrivier echter niet toe.
In 1812 werd de locatie van Nertsjinsk verplaatst naar haar huidige locatie vanwege frequente overstromingen.
Eind 19e eeuw werd in Nertsjinsk levendige handel gedreven in bont van vossen, eekhoorns, wezels en wolven, productiegoederen, schoeisel uit Koengoer (gouvernement Perm), suiker, kruidenierswaren. Een groot deel van de bevolking hield zich bezig met tuinbouw en veehouderij.
Eind 19e eeuw verloor Nertsjinsk echter ook haar positie aan Tsjita, toen de Trans-Siberische spoorlijn wel door Tsjita, maar niet door Nertsjinsk werd aangelegd.
Begin 20e eeuw bestond Nertsjinsk vooral uit houten huizen en hadden de lager gelegen gedeelten van de stad nog altijd vaak te maken met overstromingen. In die tijd waren de inwoners vooral actief in de landbouw, zoals het verbouwen van tabak en het houden van vee. Een klein aantal handelaren hield zich bezig met de handel in bont en vee, samengeperste thee uit China en productiegoederen uit het Russische Rijk. De goudmijnen in de buurt van de stad werden geëxploiteerd door de familie Boetin, wiens paleis in neo-Moorse stijl nu bezig is te vervallen. Van 1910 tot 1913 zat in de Nertsjinsk-katorga de latere held van de Russische Burgeroorlog Grigori Kotovski gevangen. Tijdens de Russische Burgeroorlog was de stad een tijdlang bezet door Japanse interventietroepen.

## Economie en transport
Nertsjinsk heeft enkele elektromechanische en voedselverwerkende fabrieken
Nertsjinsk is een knooppunt van wegen en is gelegen aan een spoorlijn. De stad heeft een eigen luchthaven.

## Cultuur
Nertsjinsk heeft een klein museum voor lokale geschiedenis, dat werd gesticht in 1886 en onder andere collecties heeft van boeddhistisch handwerk en van Chinese bronzen voorwerpen. Tot de bezienswaardigheden behoren de Opstandingskathedraal, die werd gebouwd in 1825 in neoklassieke stijl ter nagedachtenis aan haar verplaatsing en een klokkentoren die werd vernield door de communisten. Op de oorspronkelijke plaats van Nertsjinsk, nu het dorp Kalinino, bevindt zich het Maria-ten-hemel-opnemingsklooster, het oudste klooster in Transbaikal, dat werd gesticht in 1664. Haar kathedraal die werd ingewijd in 1712, is het oostelijkste gebouw in Narysjkin-barokke stijl. In de buurt van de stad bevindt zich de steengroeve Savvatejevski met een grote collectie edelstenen.

## Demografie
| 1897  | 1926  | 1939   | 1959   | 1970   | 1979   | 1989   | 2002   |
| ----- | ----- | ------ | ------ | ------ | ------ | ------ | ------ |
| 6.700 | 6.500 | 17.500 | 13.500 | 13.400 | 16.900 | 16.961 | 15.748 |